# Turmhügel Feldkirchen
Der Turmhügel Feldkirchen ist eine abgegangene mittelalterliche Turmhügelburg (Motte) auf 580 m ü. NHN, etwa 900 Meter ostsüdöstlich der Ortskirche St. Laurentius in Feldkirchen, einem Ortsteil der Gemeinde Feldkirchen-Westerham im Landkreis Rosenheim in Bayern. Die Anlage wird als Bodendenkmal unter der Aktennummer D-1-8037-0056 im Bayernatlas als „Turmhügel des Mittelalters“ geführt. 
Von der ehemaligen Mottenanlage, einem ebenerdigen Ansitz, ist nichts erhalten.